# Лунар Орбитър 1
Лунар Орбитър (на английски: Lunar Orbiter 1) е непилотиран космически кораб, част от програмата Лунар Орбитър, който е изграден основно за да фотографира гладката повърхност на лунната повърхност за избор и потвърждение на безопасни места за кацане за мисиите Сървейър и Аполо. Също е оборудван да събира данни за интензивността на радиацията и микрометеоритните удари.